# Robert Richards (Badminton)
Robert Richards (* 3. Januar 1964) ist ein jamaikanischer Badmintonspieler. 

## Karriere
Robert Richards war in seiner Heimat mehrfach bei den nationalen Titelkämpfen erfolgreich. Bei den Carebaco-Meisterschaften gewann er ebenfalls mehrere Titel. 1991 siegte er bei den Zentralamerika- und Karibikspielen, 1995 bei den Bermuda International, 1997 bei den Guatemala International und 1999 bei den Puerto Rico International. 

## Sportliche Erfolge
| Saison | Veranstaltung                     | Disziplin    | Platz | Name                               |
| ------ | --------------------------------- | ------------ | ----- | ---------------------------------- |
| 1981   | Jamaikanische Meisterschaft       | Herreneinzel | 1     | Robert Richards                    |
| 1983   | Jamaikanische Meisterschaft       | Herreneinzel | 1     | Robert Richards                    |
| 1984   | Jamaikanische Meisterschaft       | Herreneinzel | 1     | Robert Richards                    |
| 1986   | Jamaikanische Meisterschaft       | Herrendoppel | 1     | Garth King / Robert Richards       |
| 1987   | Jamaikanische Meisterschaft       | Herreneinzel | 1     | Robert Richards                    |
| 1989   | Jamaikanische Meisterschaft       | Herreneinzel | 1     | Robert Richards                    |
| 1990   | Zentralamerika- und Karibikspiele | Mixed        | 1     | Robert Richards / Maria Leyow      |
| 1990   | Jamaikanische Meisterschaft       | Herreneinzel | 1     | Robert Richards                    |
| 1990   | Zentralamerika- und Karibikspiele | Herreneinzel | 2     | Robert Richards                    |
| 1991   | Jamaikanische Meisterschaft       | Herreneinzel | 1     | Robert Richards                    |
| 1992   | Carebaco-Meisterschaft            | Herrendoppel | 1     | Roy Paul jr. / Robert Richards     |
| 1992   | Jamaikanische Meisterschaft       | Herreneinzel | 1     | Robert Richards                    |
| 1995   | Bermuda International             | Herrendoppel | 1     | Mario Carulla / Robert Richards    |
| 1995   | Jamaikanische Meisterschaft       | Herreneinzel | 1     | Robert Richards                    |
| 1997   | Guatemala International           | Mixed        | 1     | Robert Richards / Nigella Saunders |
| 1997   | Jamaikanische Meisterschaft       | Herreneinzel | 1     | Robert Richards                    |
| 1997   | Carebaco-Meisterschaft            | Herrendoppel | 1     | Roy Paul jr. / Robert Richards     |
| 1998   | Jamaikanische Meisterschaft       | Herreneinzel | 1     | Robert Richards                    |
| 1998   | Carebaco-Meisterschaft            | Herrendoppel | 1     | Roy Paul jr. / Robert Richards     |
| 1999   | Puerto Rico International         | Herrendoppel | 1     | Roy Paul jr. / Robert Richards     |
| 1999   | Jamaikanische Meisterschaft       | Herreneinzel | 1     | Robert Richards                    |